# Moon safari (musikgrupp)
Moon safari är en musikgrupp bildad 2003 i Skellefteå. Gruppen spelar progressiv rock och ger ut sin musik på det egna skivbolaget Blomljud.

## Historia
Moon Safari bildades 2003. Bandet utgjordes då av Petter Sandström, Simon Åkesson, Johan Westerlund, Anthon Johansson och Tobias Lundgren. Anthon Johansson lämnade bandet 2005 och ersattes med Simons bror Pontus Åkesson. År 2008 anslöt deras bror Sebastian Åkesson.
Första albumet, A doorway to summer, släpptes 2005 och producerades av Tomas Bodin. Tre år senare följde dubbelalbumet Blomljud, och 2010 kom albumet Lover's End. År 2012 släppte de EP:n Lover's End Pt. III: Skellefteå Serenade och vann Classic Rock Societys pris "Best Track" för denna. Samma år släppte de också sin första liveplatta, The Gettysburg Address, som spelats in vid en konsert i Gettysburg, Pennsylvania. Bandets fjärde studioalbum, Himlabacken Vol. 1, släpptes 2013. År 2014 gav bandet ut sin andra liveplatta, Live in Mexico, inspelad på Baja Prog Festival i Mexicali, Mexiko.
Tobias Lundgren lämnade Moon Safari 2015 och ersattes av Mikael Israelsson. I maj 2016 agerade de förband för Yes i Royal Albert Hall, London. År 2017 valde Simon Åkesson att hoppa av gruppen med hänvisning till personliga skäl, men anslöt igen senare samma år. Moon Safari var under 2018 förband åt Fish, Marillions tidigare frontman, vid två konserter i Sverige.
Det dröjde till 2023 innan bandet släppte sitt femte studioalbum, Himlabacken Vol. 2. Även detta gavs ut på det egna skivbolaget Blomljud och mixades av Rich Mouser, Los Angeles, Kalifornien. Albumet blev kritikerrosat och har bland annat legat på första plats på den japanska Amazon-listan.
I april 2024 meddelade Moon Safari att Sebastian Åkesson valt att pausa sin medverkan. Detta för att satsa på vokalgruppen Dad harmony.

## Medlemmar
Nuvarande medlemmar
- Petter Sandström - lead- och körsång, akustisk gitarr, munspel (2003-nu)
- Simon Åkesson - lead- och körsång, klaviatur (2003-nu)
- Johan Westerlund - bas, körsång, ibland leadsång (2003-nu)
- Pontus Åkesson - gitarrer, körsång, ibland leadsång (2005-nu)
- Sebastian Åkesson - klaviatur, körsång (2008-nu, men har paus sedan 2024)
- Mikael Israelsson - trummor, slagverk, körsång (2015-nu)

Tidigare medlemmar
- Anthon Johansson - gitarrer, sång (2003-2005)
- Tobias Lundgren - trummor, slagverk, sång (2003-2015)
- Tomas Bodin - klaviatur, sång (2017)

## Diskografi
- A Doorway to Summer (2005)
- Blomljud (2008)
- Lover's End (2010)
- Lover's End Pt. III: Skellefteå Serenade (2012) (EP)
- The Gettysburg Address (2012) (live)
- Himlabacken Vol.1 (2013)
- Live in Mexico (2014) (live)
- Himlabacken Vol.2 (2023)